# کن کارتر
کنی ری کارتر (متولد ۱۳ فوریه ۱۹۵۹) یک آمریکایی صاحب تجارت، فعال آموزش و مربی سابق بسکتبال دبیرستان است. کارتر در کالجی در ایالت سانفرانسیسکو، سپس کالج کنترا کوستا، و سرانجام دانشگاه جورج فاکس، جایی که در بسکتبال بازی کرد، تحصیل کرد. وی در سال ۲۰۰۵ در فیلم مربی کارتر توسط ساموئل ال جکسون به تصویر کشیده شد.
وی به عنوان یک مربی بسکتبال، معتقد بود که ورزشکاران وی باید درس خود را جدی بگیرند، زیرا عملکرد خوب درسی باعث می‌شود آنها بتوانند به دانشگاه و سایر فرصت‌های زندگی دسترسی پیدا کنند.
او این باور را هنگامی به اجرا گذاشت که به عنوان مربی بسکتبال در دبیرستان ریچموند، تیم بدون شکست خود را به دلیل عدم رعایت تعهد درسی و رفتاری از ورزش محروم کرد. در حالی که ابتدا جامعه از این اتفاق ناراحت بود، سرانجام افکار عمومی تغییر یافت و از کارتر بخاطر تأکید او در اولویت بندی درست ارزشها برای تیمش، ستایش شد.  رویکرد او همچنین به نتیجه رسید و تمام بازیکنانش در زمان مربیگری او در ریچموند از ۱۹۹۷ تا ۲۰۰۲، فارغ‌التحصیل شدند. 
| تیم   | سال  | فصل عادی | فصل عادی | فصل عادی | فصل عادی | حذفی | حذفی | حذفی               | حذفی |
| تیم   | سال  | برد      | باخت     | پیروزی ٪ | نتیجه    | برد  | باخت | نتیجه              |      |
| ----- | ---- | -------- | -------- | -------- | -------- | ---- | ---- | ------------------ | ---- |
| رامبل | ۲۰۰۲ | ۷        | ۲        | ۷۷٫۸     | اول      | ۲    | ۰    | قهرمان             |      |
| رامبل | ۲۰۰۳ | ۹        | ۱        | ۹۰       | اول      | ۰    | ۱    | باخت در نیمه نهایی |      |
| رامبل | ۲۰۰۸ | ۹        | ۳        | ۷۵       | اول      | ۱    | ۱    | باخت در فینال      |      |
| جمع   | جمع  | ۲۵       | ۶        | ۸۰٫۶     | -        | ۳    | ۲    | ۱ قهرمانی          |      |